# Conger japonicus
Conger japonicus es una especie de pez del género Conger, familia Congridae. Fue descrita científicamente por Bleeker en 1879.
Se distribuye por el Pacífico Noroccidental: Japón, península de Corea y Taiwán. La longitud total (TL) es de 140 centímetros. Habita en lugares rocosos. Puede alcanzar los 140 metros de profundidad.
Está clasificada como una especie marina inofensiva para el ser humano.